# Liste der argentinischen Meister im Schach
Die Liste der argentinischen Meister im Schach enthält die Sieger aller argentinischen Einzelmeisterschaften.

## Allgemeines
Der Titel des argentinischen Meisters wurde erstmals 1921 ausgespielt. Bis 1950 wurde der Titel in einem Match zwischen dem Titelverteidiger und dem Sieger eines Qualifikationsturniers (Torneo Mayor) ausgespielt, seitdem wird der Titel in einem Turnier vergeben (eine Ausnahme war die Meisterschaft 1952, die zum letzten Mal in einem Match ausgespielt wurde). Rekordmeister ist Miguel Najdorf, der den Titel achtmal gewann. Mit fünf Ausnahmen wurde der Titel jedes Jahr vergeben: 1954 wurde das Turnier abgebrochen, nachdem ein Großteil der Teilnehmer aus disziplinarischen Gründen ausgeschlossen wurde, 1970, 1977, 1979 und 1981 fiel das Turnier aus.
Die Meisterschaft der Frauen wurde erstmals 1938 ausgetragen. Rekordmeisterin ist Dora Trepat de Navarro, die den Wettbewerb achtmal gewann. Die Austragung dieses Wettbewerbs erfolgte zunächst unregelmäßig, seit 1998 wird der Titel jedes Jahr vergeben.

## Argentinische Meister
| Jahr | Ort                             | Meister                |
| ---- | ------------------------------- | ---------------------- |
| 1921 | Buenos Aires                    | Damián Reca            |
| 1922 | Buenos Aires                    | Benito Villegas        |
| 1923 | Buenos Aires                    | Damián Reca            |
| 1924 | Buenos Aires                    | Damián Reca            |
| 1925 | Buenos Aires                    | Damián Reca            |
| 1926 | Buenos Aires, Rosario, La Plata | Roberto Grau           |
| 1927 | Buenos Aires                    | Roberto Grau           |
| 1928 | Buenos Aires                    | Roberto Grau           |
| 1929 | Buenos Aires                    | Isaías Pleci           |
| 1930 | Buenos Aires                    | Isaías Pleci           |
| 1931 | Buenos Aires                    | Jacobo Bolbochán       |
| 1932 | Buenos Aires                    | Jacobo Bolbochán       |
| 1933 | Buenos Aires                    | Luis Piazzini          |
| 1934 | Buenos Aires                    | Roberto Grau           |
| 1935 | Buenos Aires                    | Roberto Grau           |
| 1936 | Buenos Aires, Santa Fe          | Carlos Guimard         |
| 1937 | Buenos Aires, Necochea          | Carlos Guimard         |
| 1938 | La Plata                        | Roberto Grau           |
| 1939 | Buenos Aires                    | Carlos Maderna         |
| 1940 | Buenos Aires, La Plata          | Carlos Guimard         |
| 1941 | Nueve de Julio                  | Héctor Rossetto        |
| 1942 | Buenos Aires                    | Herman Pilnik          |
| 1943 | Buenos Aires                    | Juan Iliesco           |
| 1944 | Nueve de Julio                  | Héctor Rossetto        |
| 1945 | Bahía Blanca                    | Herman Pilnik          |
| 1946 | Buenos Aires                    | Julio Bolbochán        |
| 1947 | Buenos Aires                    | Héctor Rossetto        |
| 1948 | Buenos Aires                    | Julio Bolbochán        |
| 1949 | Buenos Aires                    | Miguel Najdorf         |
| 1950 | Buenos Aires                    | Carlos Maderna         |
| 1951 | Buenos Aires                    | Miguel Najdorf         |
| 1952 | Buenos Aires                    | Miguel Najdorf         |
| 1953 | Buenos Aires                    | Óscar Panno            |
| 1955 | Buenos Aires                    | Miguel Najdorf         |
| 1956 | Buenos Aires                    | Raúl Sanguineti        |
| 1957 | Buenos Aires                    | Raúl Sanguineti        |
| 1958 | Buenos Aires                    | Herman Pilnik          |
| 1959 | Buenos Aires                    | Bernardo Wexler        |
| 1960 | Buenos Aires                    | Miguel Najdorf         |
| 1961 | Buenos Aires                    | Héctor Rossetto        |
| 1962 | Buenos Aires                    | Raúl Sanguineti        |
| 1963 | Buenos Aires                    | Raimundo García        |
| 1964 | Buenos Aires                    | Miguel Najdorf         |
| 1965 | Buenos Aires                    | Raúl Sanguineti        |
| 1966 | Buenos Aires                    | Miguel Quinteros       |
| 1967 | Mar del Plata                   | Miguel Najdorf         |
| 1968 | Buenos Aires                    | Raúl Sanguineti        |
| 1969 | Buenos Aires                    | Carlos Eleodoro Juárez |
| 1971 | Buenos Aires                    | Jorge Rubinetti        |
| 1972 | Buenos Aires                    | Héctor Rossetto        |
| 1973 | Santa Fe                        | Raúl Sanguineti        |
| 1974 | Caseros                         | Raúl Sanguineti        |
| 1975 | Buenos Aires                    | Miguel Najdorf         |
| 1976 | Buenos Aires                    | Jorge Szmetan          |
| 1978 | Buenos Aires                    | Jaime Emma             |
| 1980 | Quilmes                         | Miguel Quinteros       |
| 1982 | Buenos Aires                    | Jorge Rubinetti        |
| 1983 | Buenos Aires                    | Jorge Gómez Baillo     |
| 1984 | Buenos Aires                    | Gerardo Barbero        |
| 1985 | Buenos Aires                    | Óscar Panno            |
| 1986 | Buenos Aires                    | Daniel Cámpora         |
| 1987 | Salta                           | Marcelo Tempone        |
| 1988 | Buenos Aires                    | Jorge Rubinetti        |
| 1989 | Buenos Aires                    | Daniel Cámpora         |
| 1990 | Potrero de los Funes            | Guillermo Soppe        |
| 1991 | Buenos Aires                    | Jorge Rubinetti        |
| 1992 | La Plata                        | Óscar Panno            |
| 1993 | Rosario                         | Hugo Spangenberg       |
| 1994 | Buenos Aires                    | Pablo Ricardi          |
| 1995 | Presidencia Roque Sáenz Peña    | Pablo Ricardi          |
| 1996 | Presidencia Roque Sáenz Peña    | Pablo Ricardi          |
| 1997 | Buenos Aires                    | Guillermo Malbran      |
| 1998 | Villa Martelli                  | Pablo Ricardi          |
| 1999 | Buenos Aires                    | Pablo Ricardi          |
| 2000 | Buenos Aires                    | Ariel Sorín            |
| 2001 | Pinamar                         | Rubén Felgaer          |
| 2002 | Buenos Aires                    | Martín Labollita       |
| 2003 | Caseros                         | Guillermo Soppe        |
| 2004 | Buenos Aires                    | Ariel Sorín            |
| 2005 | Los Polvorines                  | Diego Flores           |
| 2006 | San Luis                        | Fernando Peralta       |
| 2007 | Mendoza                         | Rubén Felgaer          |
| 2008 | Mendoza                         | Rubén Felgaer          |
| 2009 | La Plata                        | Diego Flores           |
| 2010 | Buenos Aires                    | Rubén Felgaer          |
| 2011 | La Plata                        | Martín Lorenzini       |
| 2012 | Villa Martelli                  | Diego Flores           |
| 2013 | Sáenz Peña                      | Diego Flores           |
| 2014 | Sáenz Peña                      | Rubén Felgaer          |
| 2015 | Buenos Aires                    | Sandro Mareco          |
| 2016 | Villa Martelli                  | Diego Flores           |
| 2017 | Ramos Mejía                     | Diego Flores           |
| 2018 | Villa Martelli und Buenos Aires | Fernando Peralta       |
| 2019 | Tigre                           | Diego Flores           |
| 2020 | Villa Martelli                  | Fernando Peralta       |
| 2021 | Buenos Aires                    | Federico Pérez Ponsa   |
| 2022 | Bariloche                       | Fernando Peralta       |
| 2023 | Buenos Aires                    | Fernando Peralta       |
| 2024 | Uspallata                       | Sandro Mareco          |

## Argentinische Meisterinnen der Frauen
| Jahr | Ort                                  | Meisterin                     |
| ---- | ------------------------------------ | ----------------------------- |
| 1938 | Buenos Aires                         | Dora Trepat de Navarro        |
| 1939 | Buenos Aires                         | Dora Trepat de Navarro        |
| 1940 | Buenos Aires                         | Dora Trepat de Navarro        |
| 1941 | Buenos Aires                         | Dora Trepat de Navarro        |
| 1942 | Buenos Aires                         | Dora Trepat de Navarro        |
| 1948 | Buenos Aires                         | Paulette Schwartzmann         |
| 1949 | Buenos Aires                         | Paulette Schwartzmann         |
| 1950 | Buenos Aires                         | Paulette Schwartzmann         |
| 1951 | Buenos Aires                         | María Berea de Montero        |
| 1952 | Buenos Aires                         | Dora Trepat de Navarro        |
| 1953 | Buenos Aires                         | Celia Baudot de Moschini      |
| 1954 | Buenos Aires                         | Soledad Huguet                |
| 1955 | Buenos Aires                         | Odile De Heilbronner          |
| 1956 | Buenos Aires                         | Soledad Huguet                |
| 1957 | Buenos Aires                         | Celia Baudot de Moschini      |
| 1958 | Buenos Aires                         | Celia Baudot de Moschini      |
| 1959 | Buenos Aires                         | Dora Trepat de Navarro        |
| 1960 | Buenos Aires                         | Dora Trepat de Navarro        |
| 1961 | Buenos Aires                         | Aida Karguer                  |
| 1962 | Buenos Aires                         | Celia Baudot de Moschini      |
| 1963 | Buenos Aires                         | Celia Baudot de Moschini      |
| 1964 | Buenos Aires                         | Dora Trepat de Navarro        |
| 1965 | Buenos Aires                         | Aida Karguer                  |
| 1968 | Buenos Aires                         | Celia Baudot de Moschini      |
| 1969 | S.M. de Tucuman                      | Aida Karguer                  |
| 1971 | Río Ceballos (Cordoba)               | Aida Karguer                  |
| 1974 |                                      | Julia Arias                   |
| 1975 | Mar del Plata (Buenos Aires)         | Julia Arias                   |
| 1976 | Buenos Aires                         | Julia Arias                   |
| 1977 |                                      | Julia Arias                   |
| 1978 |                                      | Virginia Justo                |
| 1979 | Rafaela (Santa Fé)                   | Edith Soppe                   |
| 1980 | Quilmes (Buenos Aires)               | Edith Soppe                   |
| 1981 | Mendoza                              | Edith Soppe                   |
| 1982 | Posadas (Misiones)                   | Virginia Justo                |
| 1983 | S.S.de Jujuy                         | Virginia Justo                |
| 1984 | Mendoza                              | Virginia Justo                |
| 1985 | San Justo (Buenos Aires)             | Claudia Amura                 |
| 1986 | R.de Escalada (Buenos Aires)         | Liliana Burijovich            |
| 1987 | Lib.Gral.San Martin, Ledesma (Jujuy) | Claudia Amura                 |
| 1988 | Buenos Aires                         | Claudia Amura                 |
| 1989 | Buenos Aires                         | Claudia Amura                 |
| 1990 |                                      | Liliana Burijovich            |
| 1991 |                                      | Liliana Burijovich            |
| 1993 |                                      | Mariana Cherati               |
| 1994 |                                      | Gabriela López                |
| 1995 |                                      | Elisa Maggiolo                |
| 1996 |                                      | Sandra Villegas               |
| 1997 | Cutral-Có (La Pampa)                 | Elisa Maggiolo                |
| 1998 | Cutral-Có (La Pampa)                 | Sabrina Hernandez             |
| 1999 | C.del Uruguay (Entre Ríos)           | Liliana Burijovich            |
| 2000 | Buenos Aires                         | Carolina Luján                |
| 2001 | Tandil (Buenos Aires)                | Carolina Luján                |
| 2002 | Esperanza                            | Anahí Meza                    |
| 2003 | Villa Carlos Paz (Córdoba)           | Liliana Burijovich            |
| 2004 |                                      | Carolina Luján                |
| 2005 | Sierra de la Ventana (Buenos Aires)  | Marisa Zuriel                 |
| 2006 | Villa Martelli (Buenos Aires)        | Carolina Luján                |
| 2007 | Buenos Aires                         | María de los Ángeles Plazaola |
| 2008 | Buenos Aires                         | María de los Ángeles Plazaola |
| 2009 | Puan                                 | María Florencia Fernández     |
| 2010 | Buenos Aires                         | María de los Ángeles Plazaola |
| 2011 | Buenos Aires                         | Ayelén Martínez               |
| 2012 | Villa Martelli                       | Marisa Zuriel                 |
| 2013 | Estancia Grande                      | María Florencia Fernández     |
| 2014 | Villa Martelli                       | Claudia Amura                 |
| 2015 | Buenos Aires                         | Carolina Luján                |
| 2016 | Villa Martelli (Buenos Aires)        | Ayelen Martínez               |
| 2017 | Buenos Aires                         | María Florencia Fernandez     |
| 2018 | Ushuaia (Tierra del Fuego)           | Maria Florencia Fernandez     |
| 2019 | Buenos Aires                         | Anapaola Borda                |
| 2022 | La Punta (San Luis)                  | María Florencia Fernandez     |
| 2023 | Buenos Aires                         | María José Campos             |

## Argentinischer Meister im Fernschach
1. Jorge Pelikan (1955–1957)
2. Eduardo Secchi (1953–1955)
3. Bartolomé Marcussi (1963–1966)
4. Miguel Rivas (1968–1970)
5. Alejandro Arregui (1972–1974)
6. Enrique Arguiñariz (1976–1978)
7. Manuel Pereyra (1978–1980)
8. Anselmo Badenes (1980–1982)
9. Carlos Rinaldi (1982–1984)
10. Carlos Rinaldi (1984–1986)
11. Pedro Lopepé (1987–1989)
12. Carlos Sella (1988–1990)
13. Alberto Maltz (1991–1996)
14. Raúl Grosso (1994–1998)
15. Ruben Berdichesky (1997–2000)
16. Guillermo Etchechoury (2000–2002)
17. Carlos Rinaldi (2003–2005)
18. Sergio Diaz (2005–2007)[1]
19. Roberto Jacquin (2006–2008)[2]
20. Eduardo Saglione (2007–2009)[3]
21. Sergio Diaz (2008–2010)[4]
22. Eduardo Saglione (2009–2011)[5]
23. Juan Tossutti (2010–2012)[6]
24. Ricardo Macayo (2011–2013)[7]
25. Juan Tossutti (2012–2014)[8]
26. Juan Enricci (2013–2015)[9]
27. Alfredo Civitillo (2014–2016)[10]
28. Eduardo Saglione (2015–2017)[11]
29. Eduardo Saglione (2016–2018)[12]
30. Victor Barria (2017–2019)[13]
31. Jorge Deforel (2018–2020)[14]
32. Carlos Vieites (2019–2021)[15]
33. Valentin Costa Trillo (2020–2022)[16]
34. Alfredo Civitillo (2021–2023)[17]
35. Carlos Vieites (2022–2024)[18]